# Philippe Clement
Philippe Clement (født 22. marts 1974 i Antwerpen, Belgien) er en tidligere belgisk fodboldspiller (forsvarer).
Clement spillede, på nær en enkelt sæson i England hos Coventry City, hele sin karriere i hjemlandet, primært hos Club Brugge. Han var med til at vinde det belgiske mesterskab to gange, i 2003 og 2005.
Clement spillede desuden 38 kampe og scorede ét mål for det belgiske landshold. Han var en del af det belgiske hold til både VM i 1998 i Frankrig og EM i 2000 på hjemmebane. Begge gange røg belgierne ud efter det indledende gruppespil.